# Clarice Pignalberi de Hassan
Clarice Pignalberi d'Hassan (San Carlos Centro, Santa Fe, 6 de maig de 1931 - Santa Fe, 31 de juliol de 1993) va ser una limnòloga i biòloga argentina, investigadora superior del Consell Nacional de Recerques Científiques i Tècniques (CONICET).

## Trajectòria
Nascuda a San Carlos Centro, Santa Fe Argentina, el 6 de maig de 1931, va obtenir el títol de mestra nacional, el 1948. I va iniciar els seus estudis terciaris a l'Institut del Professorat de Santa Fe, sobre Ciències Naturals, dependent de la Universitat Nacional del Litoral el 1953, va aconseguir ser professora d'ensenyament mitjà en l'especialitat de Ciències Naturals el 1956.
El 1961 va iniciar els seus treballs a l'Institut de Limnologia de Santa Fe, acabat de fundar, en l'àmbit del CONICET. Va començar com a becària de Perfeccionament, i amb una beca externa va viatjar a l'Institut italià de Hidrobiologia, a Pallanza. I el 1964 va ingressar al Sistema Científic del CONICET, del qual es jubilaria el 1991. Entre 1974 i 1988 va ser directora de l'Instituto Nacional de Limnología .
És membre de l'Associación Argentina de Ecologia, de la qual va ser presidenta entre 1978 i 1982

## Algunes publicacions
- Alejandro Tablado, norberto o. Oldani, liliana Ulibarrie, clarice Pignalberi. 1988. Cambios estacionales de la densidad de peces en una laguna del valle aluvial del río Paraná (Argentina). Rev. Hydrobiol. Trop. 21 (4) : 335-348

- Clarice Pignalberi, e. Cordiviola de Yuan. 1985. Fish populations in the Parana river 1. Temporary water bodies of Santa Fe and Corrientes areas, 1970-1971 (Argentine Republic). Stud. Neotrop.

- E. Cordiviola de Yuan, Clarice Pignalberi. 1985. Fish populations in the Middle Parana River : lentic environment of Diamante and San Pedro Areas (Argentine Republic). Hydrobiologia, 127 : 213-218

- Norberto o. Oldani, o. Oliveros, clarice Pignalberi. 1984. Aspectos limnológicos de ambientes próximos a la ciudad de Santa Fe (Parana medio) : Poblaciones de peces ligadas a la vegetación. Neotropica (La Plata), vol. XXX, no 84 : 127-139

- Clarice Pignalberi. 1981. Fish populations of the Parana River II. Santa Fe and Corrientes Areas. Hydrobiologia, vol. LXXVII, na 3 : 261-272

- A.A. Bonetto, w. Dioni, c. Pignalberi. 1969. Limnological investigations on biotic communities in the Middle Parana River Valley. Vehr. intern. Verein. Limnol. 17 : 1035-1050

- A.A. Bonetto, c. Pignalberi, e. Cordiviola. 1965. Contribution a1 conocimiento de las populaciones de peces de las lagunas islenias del Parana medio. An. II Gong. Lat. Amer. ZOO~. Süo Paulo, 2 : 131-144

- Clarice Pignalberi. 1965. Evolution de las gonadas en +Prochilodus plafensis y ensayo de clasificación de los estados sexuales (Pisces, Characidae). An. II Congr. Lat. Amer. ZOO~. Sao Paulo, 2 : 203-208